# Kino kanibalistyczne
Kino kanibalistyczne – podgatunek filmów exploitation. Większość produkcji tego typu zostało stworzonych we Włoszech, w latach 70. i 80. XX wieku. Filmy z kina kanibalistycznego zawierają w sobie elementy gore i skupiają się na ukazywaniu prymitywnych plemion kanibali, mieszkających w lasach deszczowych Azji i południowej Ameryki. W produkcjach z tego podgatunku występuje wiele realistycznych scen przemocy, tortur, gwałtów, kastracji lub przemocy zwierzęcej. W latach 1977–1981 panował boom na kino kanibalistyczne.

## Wybrane filmy
- Il paese del sesso selvaggio (1972; The Man from the Deep River/Deep River Savages)
- Ultimo mondo cannibale (1977; Last Cannibal World/Jungle Holocaust)
- Emanuelle e gli Ultimi Cannibali (1977; Emanuelle and the Last Cannibals/Trap Them and Kill Them)
- La Montagna del Dio Cannibale (1978; The Mountain of the Cannibal God)
- Papaya dei Caraibi (1978; Papaya, Love Goddess of the Cannibals)
- Primitif (1978; Primitives/Savage Terror)
- Cannibal Holocaust (1980)
- Mangiati Vivi (1980; Eaten Alive!/The Emerald Jungle)
- Mondo cannibale (1980; White Cannibal Queen/Cannibals)
- Il cacciatore di uomini  (1980; The Man Hunter/Devil Hunter)
- Orgasmo nero (1980; Black Orgasm)
- Cannibal Ferox (1981; Make Them Die Slowly!)
- Cannibal terror (1981; Cannibal Terror)
- Schiave bianche: violenza in Amazzonia (1985; Amazonia: The Catherine Miles Story)
- Nudo e selvaggio (1985; Massacre in Dinosaur Valley/Cannibal Ferox 2)
- Natura Contro (1988; The Green Inferno/Cannibal Holocaust II)
- The Green Inferno (2013)